# フォルミージネ
フォルミージネ（伊: Formigine）は、イタリア共和国エミリア＝ロマーニャ州モデナ県にある、人口約35,000人の基礎自治体（コムーネ）。

## 地理

### 位置・広がり

#### 隣接コムーネ
隣接するコムーネは以下の通り。括弧内のREはレッジョ・エミリア県所属を示す。
- カザルグランデ (RE)
- カステルヌオーヴォ・ランゴーネ
- カステルヴェトロ・ディ・モーデナ
- フィオラーノ・モデネーゼ
- マラネッロ
- モーデナ
- サッスオーロ

### 気候分類・地震分類
フォルミージネにおけるイタリアの気候分類 (it) および度日は、zona E, 2286 GGである。
また、イタリアの地震リスク階級 (it) では、zona 2 (sismicità media) に分類される。

## 行政

### 分離集落
フォルミージネには、以下の分離集落（フラツィオーネ）がある。
- Casinalbo, Colombaro, Colombarone, Corlo, Magreta, Ponte Fossa, Tabina

## 姉妹都市
- ソミュール、フランス
- ターボル、 チェコ
- キルケニー、アイルランド
- Edchera、サハラ・アラブ民主共和国
- モンテ・ウラーノ、イタリア フェルモ県
- フィナーレ・エミーリア、イタリア フェルモ県

## 人物

### 著名な出身者
- アドリアーノ・フィオーリ - 19-20世紀の植物学者。カジナルボ生まれ。
- クリスティアン・ザッカルド - サッカー選手。
- リカルド・リッコ - 自転車ロードレース選手。

## スポーツ
- ライフ・レーシング・エンジンズ - レーシングチーム、マシン製造者。1990年に当地にファクトリー本拠地を置きフォーミュラ1に参戦した[6]。